# Цеберка
Цебе́рка (до 1946 року — Сяберка) — село в Україні, у Романівській селищній територіальній громаді Житомирського району Житомирської області. Населення становить 50 осіб (2001).

## Географія
На південному сході від села бере початок річка Жабричка, а через село тече річка Макаринка. На східній стороні від села пролягає автошлях Т 0618.

## Історія
У 1906 році — Сяберка, село Романівської волості Новоград-Волинського повіту Волинської губернії. Відстань від повітового міста 46 верст, від волості 14. Дворів 98, мешканців 572.
У 1923—41 та 1944—54 роках — адміністративний центр колишньої Цеберківської сільської ради Баранівського району.